# Prussian Blue
Prussian Blue — (дословно prussian blue — берлинская лазурь) — подростковая музыкальная группа, появившаяся в начале 2003 года. Состояла из двух сестёр-близнецов Линкс Воган Гайд (англ. Lynx Vaughan Gaede) и Лэмб Леннон Гайд (англ. Lamb Lennon Gaede).

## Идеология и тематика песен
Дизиготные близнецы сёстры Гайд родились 30 июня 1992 года в Бейкерсфилде (Калифорния). Девочки были воспитаны своей матерью Эйприл Гайд (англ. April Gaede) в идеологии, которая включала превосходство белых, белый расизм, борьбу с иммиграцией и т. д. Такова же была тематика песен, исполнявшихся группой.
СМИ утверждают, что девушки называют Холокост мифом, а тексты их песен имеют националистический и расистский характер. Большие споры вызвал их позитивное отношение к нацизму: в телевизионном интервью American Broadcasting Company девушки одобрительно отозвались об Адольфе Гитлере и Рудольфе Гессе. Во время интервью ABC близнецы, заявили что они считают Гитлера великим человеком с хорошими идеями и охарактеризовали Холокост как преувеличение. Они отрицали существование в нацистских лагерях смерти газовых камер, а также не признавали причастность к военным преступлениям солдат 14-й дивизии войск СС.

## Прекращение карьеры
В июле 2011 года iPad-газета The Daily опубликовала интервью с сёстрами Гайд, в котором они утверждают, что больше не придерживаются идеологии белого национализма. Однако они сохранили хорошие отношения с матерью, которая всегда учила их критически относиться к тому, что они слышат, а не просто принимать это. Линкс по-прежнему однако придерживается мнения, что множество историй о Холокосте были неверно истолкованы.
Также в интервью рассказывается о состоянии здоровья сестёр. У Линкс был обнаружен рак и ей была удалена опухоль на плече. После этого у неё развился синдром циклической рвоты. Лэмб страдает от сколиоза и хронических болей в спине. Обе сестры получили документы, позволяющие им легально приобретать марихуану в штате Монтана для ослабления болей.
В то же время на YouTube было загружено видео с песней дуэта «Still the Same» (рус. Всё те же). После этого в Интернете появились спекуляции, что истинной причиной прекращения выступлений Prussian Blue является их ухудшенное состояние здоровья, а не перемена взглядов.

## Дискография

### Альбомы
- Fragment of the Future (2004)
- The Path We Chose (2005)
- For the Fatherland (compilation, 2006)

### Синглы
- «Your Daddy»
- «Keepers of the Light» (Battlecry featuring Prussian Blue)
- «Stand Up»
- «I Will Bleed For You»